# Louis Adamic
Louis Adamic, původním jménem Alojz (Lojze) Adamič (21. března 1898 Praproče u Grosuplje, Rakousko-Uhersko – 4. září 1951 Milford, New Jersey, USA) byl americký spisovatel slovinského původu.

## Životopis
Narodil se jako nejstarší syn v rolnické rodině. Do základní školy v Lublani začal chodit až v roce 1909 (ve svých zhruba 10 letech).
Pro své působení v protirakouském hnutí byl nucen, ve svých 15 letech, roku 1913 emigrovat do USA. Pracoval jako dělník. V první světové válce bojoval v americké armádě. Začínal překlady jugoslávských autorů, ale později se věnoval hlavně vlastní tvorbě. Po válce působil hlavně jako novinář a profesionální spisovatel.
Ve svých dílech dával své vzpomínky z dětství, pohled „emigranta“ na Ameriku, ale i pohled na politické dění v USA a Jugoslávii, přičemž se snažil o popularizaci Tita. Po 2. světové válce byl vyšetřován Výborem pro neamerickou činnost. Kvůli zhoršujícímu se zdraví ukončil svůj život sebevraždou, přičemž existují nepotvrzené spekulace, že mohl být zavražděn sovětskými agenty.

## Dílo
- Laughing in the Jungle. The Autobiography of an Immigrant in America Harper & Brothers, London/New York 1932
- The Native's Return. An American Immigrant Visits Yugoslavia And Discovers His Old Country Harper & Brothers, London/New York 1934
- Dynamit - Geschichte des Klassenkampfes in den USA (1880-1930) Trotzdem Verlag, ISBN 3-922209-89-0
- My America: 1928-1938 Da Capo Press, ISBN 0-306-70801-9